# Tomoderus albiclavus
Tomoderus albiclavus es una especie de coleóptero de la familia Anthicidae.

## Distribución geográfica
Habita en Indonesia.